# 원자력무라
원자력무라(일본어: 原子力村 켄시료쿠무라[*])란 일본의 원자력발전과 관련된 산・관・학의 특정 관계자를 구성하는 집단이다. 주로 그 집단을 비판하기 위한 수사로서 사용된다는 점에서 한국의 원피아와 유사한 표현이다.
여기서 村이라 함은 기초자치단체로서의 촌(村)이 아니고, 전근대적 무라(村)공동체를 표상으로 사용하는 것이다. 실재하는 지역을 지칭하는 경우, 도카이 원자력 발전소가 소재한 도카이촌을 “원자력촌(原子力村)”이라고 부르는 사례가 있다.

## 행동양태
용어의 사용자에 따라 변동이 있지만, 대체로 다음과 같다.
- 200-300 명의 학자집락에 민간기업도 포함해서 원자력산업의 핵심종사자 수천 명으로 구성됨
- 원자력공학을 공부한 학생은 교수의 인맥을 통해 원자력 관련 직업에 취직하게 된다.
- 전력회사 관계자는 정치가에게 정치자금을 헌금한다. 또한 신문 등에 원자력의 유용함을 선전하는 광고기사를 대대적으로 게재한다.
- 대학 등의 원자력기술 연구기관에 전력회사가 연구비 명목으로 헌금을 한다.
- 매스컴 관계자를 원자력발전추진강연회 강사로 초빙하여 고액의 강연료를 지불한다
- 연구자를 원자력시설 견학투어에 초대하여 접대한다
- 시설안전의 기술지침을 정하는 토목학회 부회 위원 절반이 전력회사 관계자임
- 핵연료 수송용기 등의 검사에 있어서, 관련 기업으로부터 고액 헌금을 받은 대학교수가 검사기준을 국가기준보다 완화하도록 조치한다.[3]

## 조직도
『주간 동양경제』는 2011년 4월 23일호 기사에서 원자력무라에 포함되는 조직의 일람을 다음과 같이 게재했다.
| 국기가관              | 내각부                | 원자력위원회 | 나라의 원자력 정책의 대강을 결정하는 최대 행정기관. 위원장 1인, 위원 2인 합계 3인으로 구성. |
| 국기가관              | 내각부                | 원자력안전위원회 (2012년 9월 원자력규제위원회로 개편되어 폐지) | 원자력안전보안원이 실시하는 안전규제를 더블체크하는 기관. 산하에 전문심사회 및 부회들을 거느린다. |
| 국기가관              | 경제산업성            | 원자력안전보안원（NISA） (2012년 9월 원자력규제위원회로 개편되어 폐지) | 원자력발전의 안전규제를 담당. 그러나 경제산업성 사무관료들로 구성되어 전문성이 떨어진다. |
| 국기가관              | 경제산업성            | 자원에네르기청 | 인프라정책의 추진을 담당하는 경산성 외국. 이시다 토오루 전 장관 등 동경전력 출신 낙하산인사가 상시화되어 있다. |
| 국기가관              | 경제산업성            | 원자력안전기반기구（JNES） (2014년 3월 원자력규제청으로 통합되어 폐지) | 원자력발전의 검사업무 등을 수행. 임원은 경산성 공무원, 대학교수 등. |
| 국기가관              | 경제산업성            | 종합자원에네르기조사회 | 경제산업대신의 자문기관. |
| 국기가관              | 문부과학성            | 일본원자력연구개발기구（JAEA） | 국내 유수의 원자력 연구기관으로, 직원수 약 4000 명. 2010년 9월까지 동경전력의 하야세 유이치 전 부사장이 부이사장을 맡았다. |
| 업계단체              | 업계단체              | 일본원자력기술협회（JANTI） | 민간의 자율규제기관. 전력 9사 및 메이커가 회원. |
| 업계단체              | 업계단체              | 일본원자력산업협회（JAIF） | 동경전력 키무라 시게루 부사장이 이사 |
| 업계단체              | 업계단체              | 국제원자력개발（JINED） | 원자력 설비 인프라의 수출을 목표로 설립. 사장은 동경전력의 무쿠로 이치로 펠로우 |
| 업계단체              | 업계단체              | 일본원연 | 우라늄 농축, 사용후 핵연료 재처리를 다룬다. 역대 회장이 모두 동경전력 사장. |
| 업계단체              | 업계단체              | 전기사업연합회（전사련） | 역대 회장이 모두 동경전력 사장. |
| 업계단체              | 업계단체              | 전력중앙연구소 | 업계 연구기관. 동경전력 사장이 평의원. |
| 전력회사              | 전력회사              | 원자력이 없는 오키나와전력을 제외한 전력 9사: 북해도전력・동북전력・동경전력・중부전력・호쿠리쿠전력・관서전력・츄고쿠전력・시고쿠전력・큐슈전력 | 원자력이 없는 오키나와전력을 제외한 전력 9사: 북해도전력・동북전력・동경전력・중부전력・호쿠리쿠전력・관서전력・츄고쿠전력・시고쿠전력・큐슈전력 |
| 주계약자              | 주계약자              | 토시바, 히타치, 미츠비시중공 (원자로 제조업체) | 토시바, 히타치, 미츠비시중공 (원자로 제조업체) |
| 토건족                | 토건족                | 타케나카, 오오바야시, 카지마, 쿠마가이, 오대양, 시미즈, 타이세이, 니시마츠, 마에다, 오쿠무라、하자마 등등 | 타케나카, 오오바야시, 카지마, 쿠마가이, 오대양, 시미즈, 타이세이, 니시마츠, 마에다, 오쿠무라、하자마 등등 |
| 플랜트 공사           | 플랜트 공사           | 토시바플랜트시스템, 타이헤이전업、히타치플랜트테크놀로지 | 토시바플랜트시스템, 타이헤이전업、히타치플랜트테크놀로지 |
| 소재                  | 소재                  | 고베제강소, JFE스틸, 일본제철, 히타치금속 | 고베제강소, JFE스틸, 일본제철, 히타치금속 |
| 우라늄 확보           | 우라늄 확보           | 해외우란자원개발, 일호우란자원개발、이데미츠흥산, 스미토모, 마루베니, 미츠비시상사 등등 | 해외우란자원개발, 일호우란자원개발、이데미츠흥산, 스미토모, 마루베니, 미츠비시상사 등등 |
| 원자로, 터빈, 펌프 등 | 원자로, 터빈, 펌프 등 | IHI、카와사키 등등 | IHI、카와사키 등등 |
| 발전기                | 발전기                | 미츠비시전기 등 | 미츠비시전기 등 |
| 연료                  | 연료                  | 글로벌 뉴클리어 퓨얼 재팬, 원자연료공업, 미츠비시원자연료 | 글로벌 뉴클리어 퓨얼 재팬, 원자연료공업, 미츠비시원자연료 |
| 기타                  | 기타                  | 전기화학공업(붕소), 일본제강소(발전기 및 가압기 부재), 오르가노(수처리시설), 키무라화공기(수송기기), 이글공업(특수밸브), 신일본공조(공조), 스케가와전기공업(모의연료집합체), 아톡스(원자력발전 보수관리), 이토키・오카무라제작소(특수문), 오카노밸브제조・동아밸브엔지니어링(밸브) 등등 | 전기화학공업(붕소), 일본제강소(발전기 및 가압기 부재), 오르가노(수처리시설), 키무라화공기(수송기기), 이글공업(특수밸브), 신일본공조(공조), 스케가와전기공업(모의연료집합체), 아톡스(원자력발전 보수관리), 이토키・오카무라제작소(특수문), 오카노밸브제조・동아밸브엔지니어링(밸브) 등등 |

또한 2021년 자민당의 국회의원연맹으로서 “최신형 원자력 리플레이스 추진 의원연맹”이 결성되었다.